# Во Ван Тхыонг
Во Ван Тхыонг (вьет. Võ Văn Thưởng; род. 13 декабря 1970, Виньлонг, ДРВ) — вьетнамский политический и партийный деятель, президент Вьетнама (2 марта 2023 — 21 марта 2024). Окончил Национальный университет Вьетнама в Хошимине, защитил диссертацию по политическим наукам. В 2007 году стал первым секретарём Коммунистического союза молодёжи Вьетнама, в 2011 — членом ЦК Компартии, в 2016 — членом Политбюро. Избран президентом на внеочередной сессии Национального собрания СРВ. В 52 года стал самым молодым президентом в истории Вьетнама.

## Биография
Во Ван Тхыонг родился 13 декабря 1970 года в провинции Хайзыонг, которая тогда была территорией Северного Вьетнама. Его семья покинула Юг из-за войны. В 1988 году Во Ван Тхыонг поступил на философский факультет Университета Хошимина, в 1992 получил степень бакалавра философии в области марксизма-ленинизма, позже — степень магистра философии в Университете социальных и гуманитарных наук. 18 ноября 1993 года он был принят в Коммунистическую партию Вьетнама. Во Ван Тхыонг посещал курсы в Национальной политической академии Хо Ши Мина и получил ученую степень в области политической теории.
В 1992 году, в год окончания университета, Во Ван Тхыонг был избран заместителем секретаря Союза молодёжи этого вуза. В 1993 году он стал заместителем главы Профессионального университетского комитета Союза молодёжи Хошимина, в октябре 1996 года был избран в Постоянный комитет Союза и занимал должность главы Профессионального университетского комитета. 29 февраля 2008 года на 5-й конференции Центрального комитета Федерации молодёжи Вьетнама Во Ван Тхыонг был избран президентом этой Федерации.
18 января 2011 года на 11-м съезде Коммунистической партии Вьетнама Во Ван Тхыонг был избран полноправным членом Центрального комитета. В августе того же года Политбюро назначило его секретарём Партийного комитета провинции Куангнгай. 27 января 2016 года он был избран в Политбюро и стал самым молодым его членом в возрасте 45 лет.
30 января 2021 года Во Ван Тхыонг был избран полноправным членом 13-го ЦК. На следующий день он стал членом Политбюро, 6 февраля — постоянным секретарём Секретариата ЦК.
2 марта 2023 года Национальное собрание приняла резолюцию об избрании Во Ван Тхыонга президентом Вьетнама под руководством генерального секретаря КПВ Нгуен Фу Чонга. Однако уже 20 марта 2024 года Центральный комитет КПВ принял его отставку. Утверждается, что он «нарушал устав партии, а его нарушения и недостатки отрицательно сказались на общественном восприятии и репутации партии и государства». Во Ван Тхыонг также покинул посты члена Политбюро, члена ЦК партии 13-го созыва и председателя Совета национальной обороны и безопасности страны.

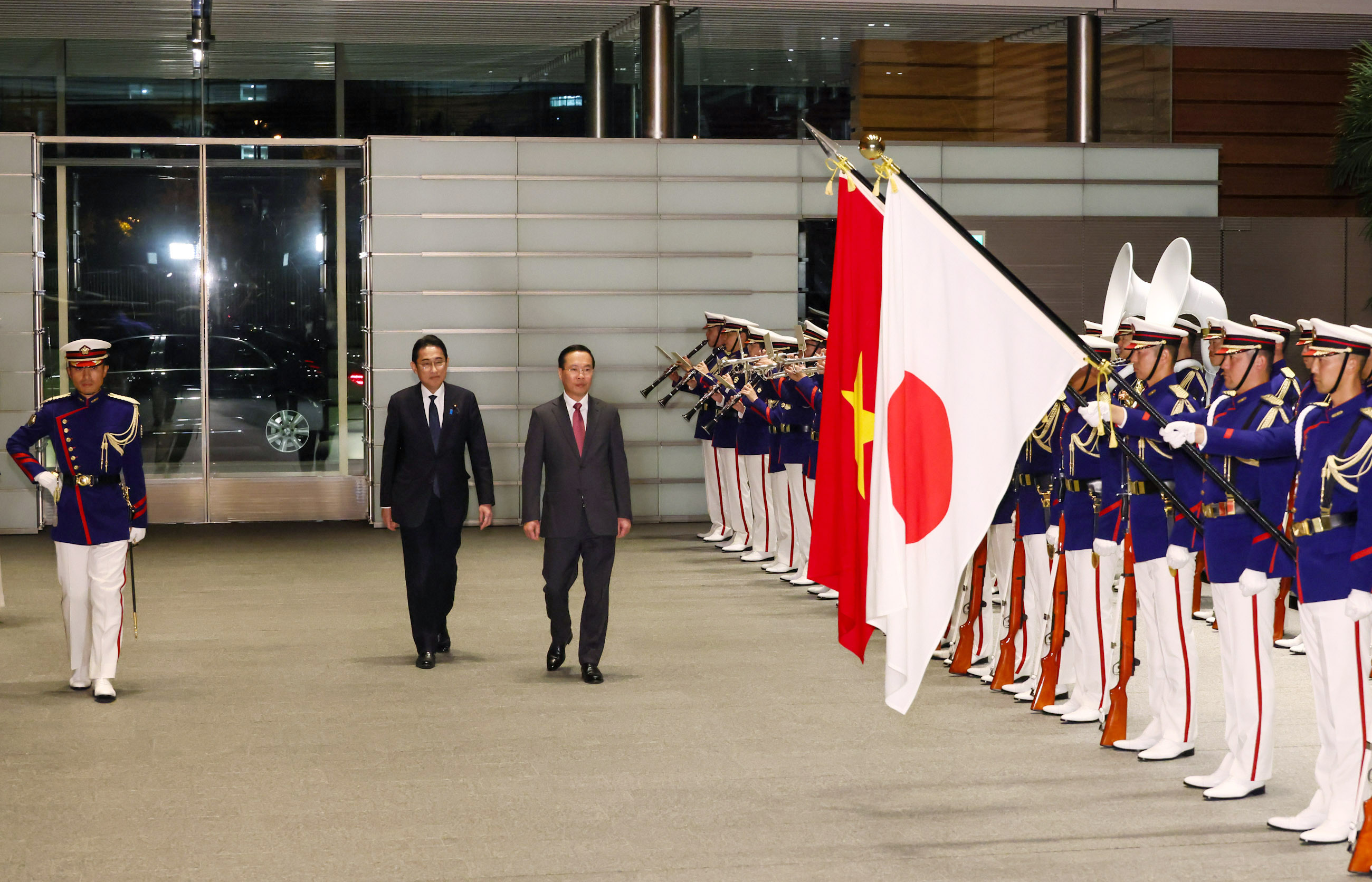
Премьер-министр Японии Кисида приветствует г-на Тхыонга в Японии в ноябре 2023 года